# Turzec (rejon mołodecki)
Turzec – dawniej wieś. Obecnie część wsi Turzec-Bojary na Białorusi, w obwodzie mińskim, w rejonie mołodeckim, w sielsowiecie Lebiedziewo.

## Historia
W czasach zaborów wieś w okręgu wiejskim Zaśkiewicze, w gminie Bienica w powiecie oszmiańskim, w guberni wileńskiej Imperium Rosyjskiego. W 1866 liczyła 112 mieszkańców w 17 domach. Należała do dóbr Malinowszczyzna, Świętorzeckich.
W latach 1921–1945 wieś leżała w Polsce, w województwie wileńskim, w powiecie oszmiańskim (od 1927 roku w powiecie mołodeckim), w gminie Bienica.
W 1931 w 41 domach zamieszkiwało 216 osób.
Wierni należeli do parafii rzymskokatolickiej i prawosławnej w Bienicy. Miejscowość podlegała pod Sąd Grodzki w Mołodecznie i Okręgowy w Wilnie; właściwy urząd pocztowy mieścił się w Bienicy.